# 2 Gwardyjska Dywizja Kawalerii (Imperium Rosyjskie)
2 Gwardyjska Dywizja Kawalerii (ros. 2-я гвардейская кавалерийская дивизия) – jedna z dywizji kawalerii Gwardii Imperium Rosyjskiego.
Dyslokacja: Petersburg, Fontanka.

## Struktura organizacyjna
Organizacja w 1914
- 1 Brygada:
  - Lejb-Gwardyjski Pułk Grenadierów Konnych
  - Lejb-Gwardyjski Pułk Ułanów Jej Wysokości Aleksandry Fiodorowny
- 2 Brygada:
  - Lejb-Gwardyjski Pułk Dragonów
  - Lejb-Gwardyjski Pułk Huzarów Jego Wysokości